# 1924 na música

## Nascimentos
| Data           | Nome              | Profissão                  | Nacionalidade  | Observações | Ref |
| -------------- | ----------------- | -------------------------- | -------------- | ----------- | --- |
| 16 de Abril    | Henry Mancini     | compositor                 | Estados Unidos | m. 1994     |     |
| 23 de Abril    | Bobby Rosengarden | baterista e percussionista | Estados Unidos | m. 2007     |     |
| 25 de Julho    | Nelson Sargento   | compositor e cantor        | Brasil         | m. 2021     |     |
| 13 de Setembro | Maurice Jarre     | compositor                 | França         | m. 2009     |     |
| 4 de Novembro  | Monsueto          | cantor e compositor        | Brasil         | m. 1973     |     |
| 22 de Novembro | Marlene           | cantora                    | Brasil         | m. 2014     |     |

## Mortes
| Data            | Nome             | Profissão                                 | Nacionalidade | Observações | Ref |
| --------------- | ---------------- | ----------------------------------------- | ------------- | ----------- | --- |
| 17 de Fevereiro | Oskar Merikanto  | compositor                                | Finlândia     | n. 1868     |     |
| 27 de Julho     | Ferruccio Busoni | compositor, pianista, professor e maestro | Itália        | n. 1866     |     |
| 29 de Novembro  | Giacomo Puccini  | compositor de ópera                       | Itália        | n. 1858     |     |